# 曹圭成
- 曺圭成[1][2]
- 曺圭誠[3]
- 趙圭誠[4][5]

曺 圭成（チョ・ギュソン、朝鮮語: 조규성、1998年1月25日 - ）は、大韓民国・京畿道安山市出身のプロサッカー選手。ポジションはFW。デンマーク・スーペルリーガ・FCミッティラン所属。韓国代表。本貫は昌寧曺氏。

## クラブ経歴
小学生時にサッカーを始め、FC安養のユース相当となる安養工業高校ではセンターバックとしてプレー。光州大学校へ進学後は守備的ミッドフィルダーとしてプレーし、2年次に新監督からヘディングの強さとポジショニングの良さを買われてフォワードに転向した。
2019年、大学を中退をしてKリーグ2・FC安養に入団した。リーグ戦33試合で14ゴール4アシストを記録して得点ランキング3位となり、年間ベストイレブンにも選出をされた。
2020年、Kリーグ1・全北現代モータースに移籍した。リーグ戦23試合で4ゴール2アシストと結果を残せず、兵役義務を遂行するため翌2021年から国軍体育部隊傘下の金泉尚武FCへ入隊の決意をした。
2021年、兵役義務により金泉尚武FCに入隊した。コンタクトの激しいKリーグで当たり負けしないため、徹底的な筋力トレーニングによる肉体改造に取り組んだ。
2022年9月7日、除隊され、Kリーグ1・全北現代モータースに復帰した。FAカップ優勝に貢献をして大会MVPに選出をされ、シーズン17ゴールでKリーグ1得点王となり年間ベストイレブンにも選出をされた。
2023年7月11日、デンマーク・スーペルリーガのFCミッティランと5年契約を結んだことが発表された。

## 代表経歴
2019年にU-23韓国代表に選出をされ、翌2020年1月に開催されたAFC U-23選手権では優勝メンバーとなった。
2021年1月27日、2022 FIFAワールドカップ・アジア3次予選のレバノン代表戦で韓国代表としてデビューし、その試合で初得点を記録した。
2022年11月12日、2022 FIFAワールドカップ カタールに臨む韓国代表に選出をされ、11月24日、グループH第1戦、ウルグアイ代表戦で後半から出場し、W杯初出場を果たした。11月28日、同第2戦、ガーナ代表戦で先発出場し、チームは2ｰ3で敗戦したものの、2ゴールの活躍によりワールドカップ史上初の1試合2ゴールのマルチゴールを決めた韓国代表選手となった。
2023年、AFCアジアカップ2023に臨む韓国代表のメンバーに選出された。決勝トーナメント1回戦のサウジアラビア戦では、途中出場から90+9分にヘディングで同点ゴールを決めた。その後延長戦でも決着はつかず迎えたPK戦では3番手のキッカーとしてPKを決め、チームのベスト8進出に貢献した。

## エピソード
2022 FIFAワールドカップでの活躍もあり、Instagramのフォロワーが一気に増加して注目を集めた。

## 代表歴

### 出場大会
- 韓国代表
  - 2022 FIFAワールドカップ

### 試合数
- 国際Aマッチ 30試合 8得点（2021年-）[16]

| 韓国代表 | 国際Aマッチ | 国際Aマッチ |
| 年       | 出場        | 得点        |
| -------- | ----------- | ----------- |
| 2021     | 4           | 0           |
| 2022     | 16          | 6           |
| 2023     | 10          | 2           |
| 2024     |             |             |
| 通算     | 30          | 8           |

## タイトル

### クラブ
全北現代モータース
- Kリーグ1（2020年）
- 韓国FAカップ（2020年、2022年）

金泉尚武FC
- Kリーグ2（2021年）

### 代表
U-23韓国代表
- AFC U-23選手権（2020年）

### 個人
- Kリーグ得点王（2022年）
- Kリーグベストイレブン（2022年）